# Lista de golpes de Estado na Grécia
As Forças Armadas Gregas intervieram várias vezes na história política da Grécia.
Esta é uma lista de golpes de Estado que ocorreram na História da Grécia Moderna:

## Século XIX
- Tentativa de golpe de Estado de 1831, um motim organizado pela Marinha sob Andreas Miaoulis contra o governo de Ioannis Kapodistrias, levando ao incêndio da frota em 13 de agosto no porto de Poros;
- Em 1831, após o assassinato de Kapodistrias, uma revolta contra seu irmão Augustinos exige que o Senado se refugie em Astros;
- Golpe de Estado de 3 de setembro de 1843, que forçou o rei Oto I da Grécia a conceder sua primeira constituição;
- Revolução grega de 1862, levando a saída do rei Oto I e sua esposa, o primeiro passo para a eleição ao trono do rei Jorge I da Grécia em 1864;

## Século XX
- Em 15 de agosto de 1909, ocorre o Golpe de Goudi contra o Governo de Dimitrios Rallis, o que leva Eleftherios Venizelos a surgir no cenário político grego;
- Em 17 de agosto de 1916, ocorre uma rebelião de Venizelos em Salônica, e o estabelecimento do Governo de Defesa Nacional;
- Golpe de 11 de setembro de 1922 pelos coronéis Nikolaos Plastiras, Stilianos Gonatas e do comandante Dimitrios Phokas, levando à abdicação do rei Constantino I da Grécia;
- Em 11 de outubro de 1923, o Golpe de Estado na Grécia em outubro de 1923 pelos oficiais monarquistas Georgios Leonardopoulos e Panagiotis Gargalidis fracassa;
- Golpe de 25 de junho de 1925: tomada de poder pelo general Theodoros Pangalos;
- Golpe de 22 de agosto de 1926: derrubada de Pangalos pelo general Georgios Kondylis;
- Golpe de 6 de março de 1933 pelo general republicano Nikolaos Plastiras fracassa;
- Em 1 de março de 1935, o Golpe de Estado na Grécia de março de 1935 por Plastiras e Venizelos fracassa;
- Golpe de 10 de outubro de 1935 por Kondylis, que terminou com a Segunda República Helênica e permite a restauração do rei Jorge II da Grécia;
- Em 4 de agosto de 1936, Ioannis Metaxas estabelece um poder ditatorial, o Regime de 4 de Agosto;
- Em 28 de julho de 1938, ocorre a revolta grega de 1938, tentativa de rebelião em Creta contra o regime de Metaxas, falha;
- Em 31 de maio de 1951, uma tentativa de golpe por um grupo de oficiais de extrema direita denominado Ligação Sagrada dos Oficiais Gregos (IDEA), fracassa;
- Golpe de 21 de abril de 1967, que estabeleceu a ditadura dos coronéis;[1]
- Contragolpe de 3 de dezembro de 1967 pelo rei Constantino II da Grécia, que falha e faz com que o rei deixe a Grécia de forma permanente;[2]
- Revolta grega de 23 de maio de 1973 contra o Regime dos Coronéis. A tripulação do destroyer Velos, sob o comando de Nikolaos Pappas, pede asilo político à Itália, enquanto o restante dos tumultos no território grego são reprimidos;[3]
- Golpe de Estado de 25 de Novembro de 1973, resultou na derrubada do coronel Georgios Papadopoulos pela linha-dura da junta militar em torno do general Dimitrios Ioannidis;[4]
- Golpe de 24 de fevereiro de 1975 (Golpe dos Pijamas), alguns oficiais tentam derrubar o governo de Constantino Karamanlis, que falha.

## Galeria

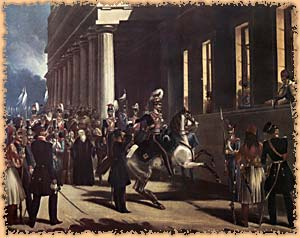
O Golpe de Estado de 3 de Setembro de 1843
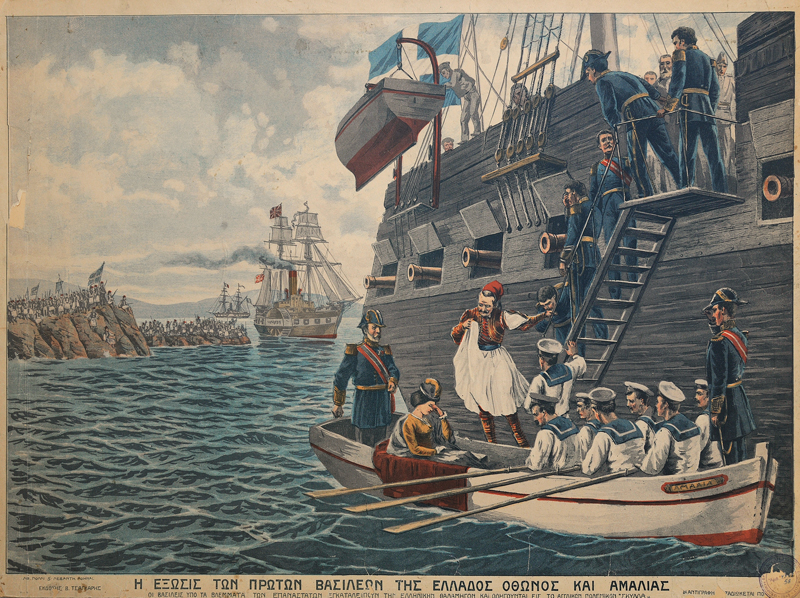
A expulsão do Rei Otto e da Rainha Amália durante a Revolução de 23 de outubro de 1862, conforme retratado em uma litografia colorida popular.
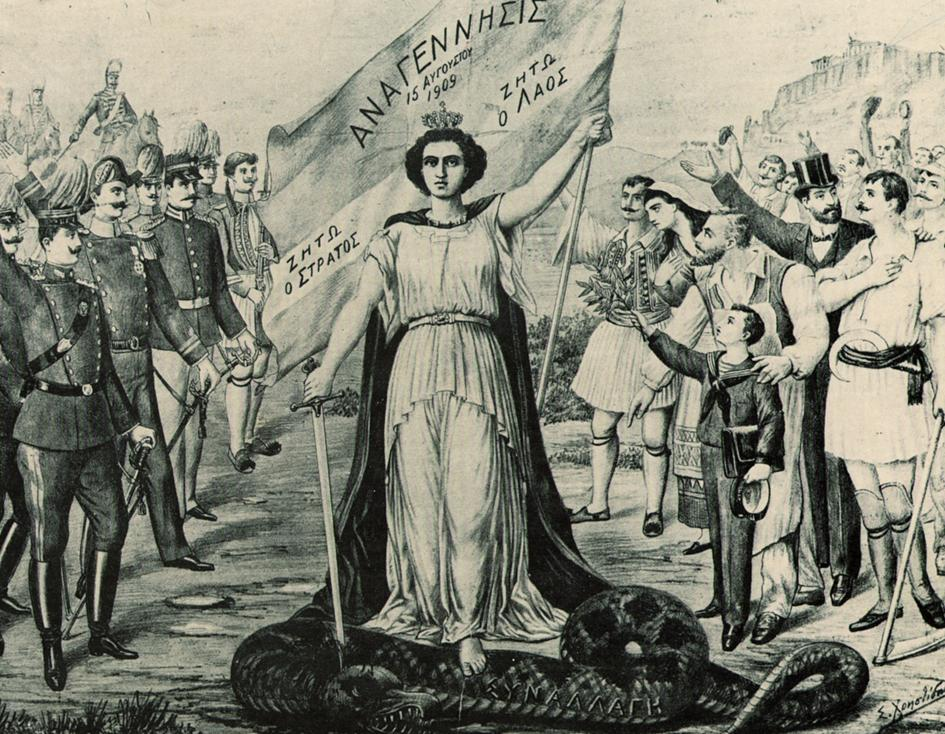
Litografia celebrando o golpe de Goudi.
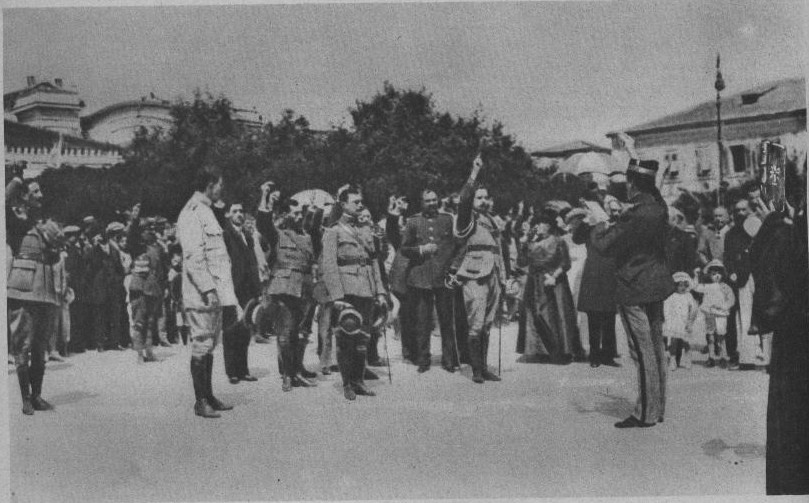
Coronel Mavroudis presta juramento às tropas leais a Venizelos e ao Governo de Defesa Nacional, a foto apareceu em Le Miroir em 17 de junho de 1917
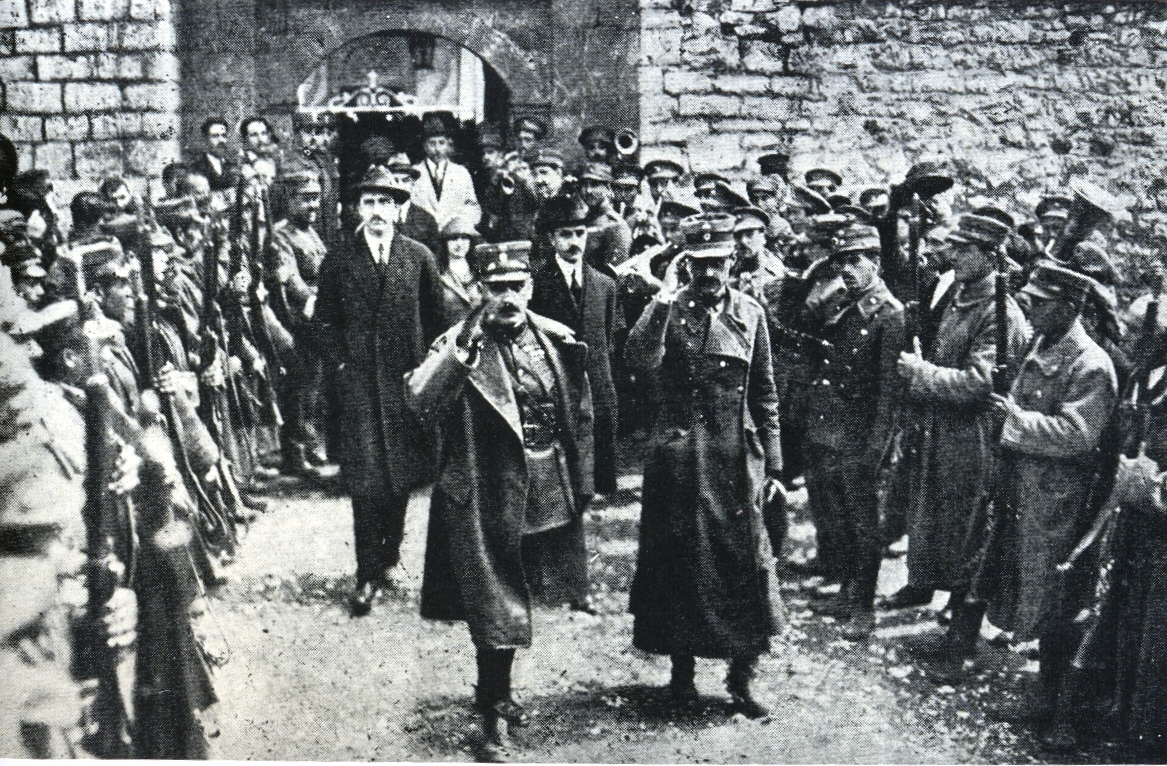
Os coronéis  Plastiras e Gonatas diantes de George Papandreou para Mousounitsa em 1922
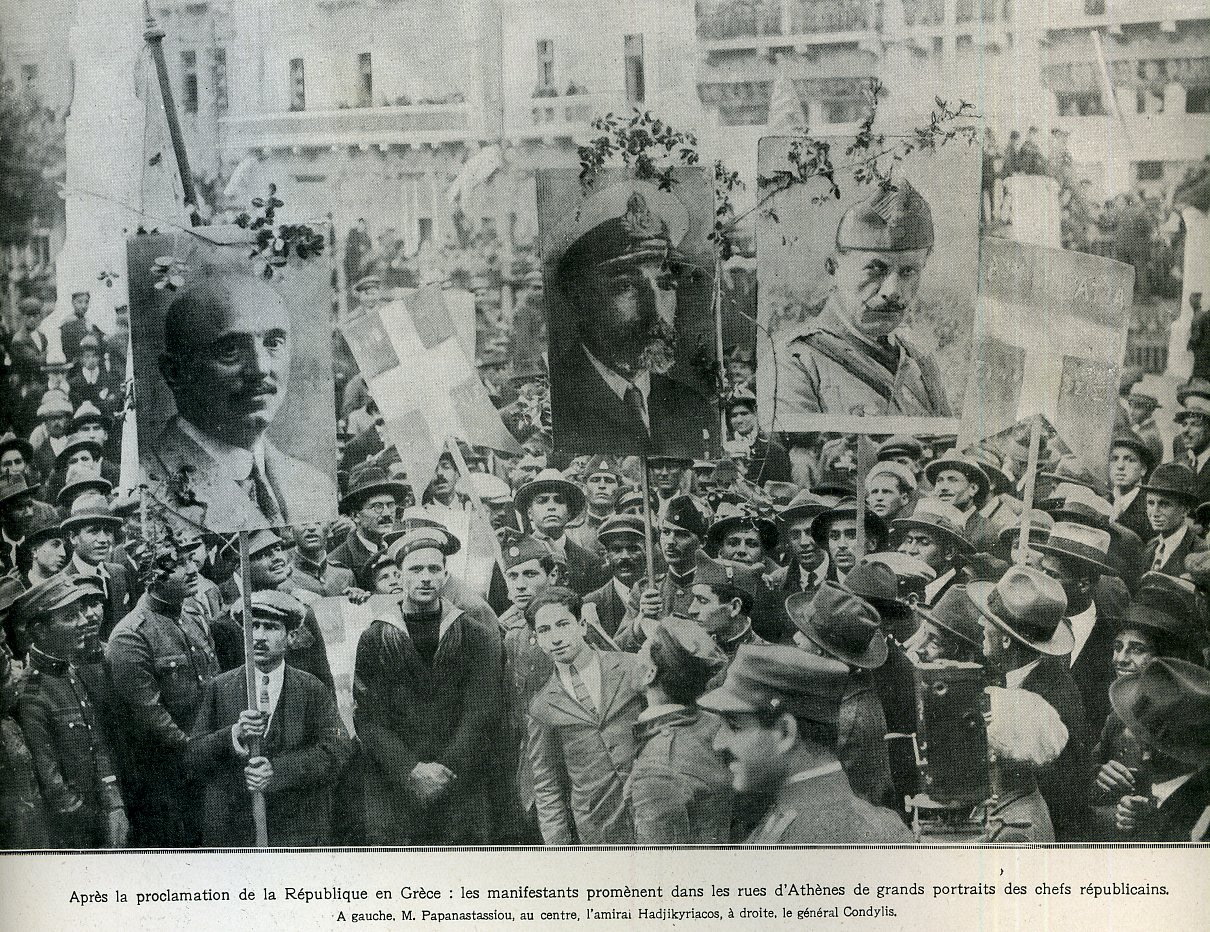
Após a proclamação da Segunda República Helênica, a multidão aplaude retratos de líderes Venizelistas. A foto apareceu no L'Illustration em 12 de abril de 1924
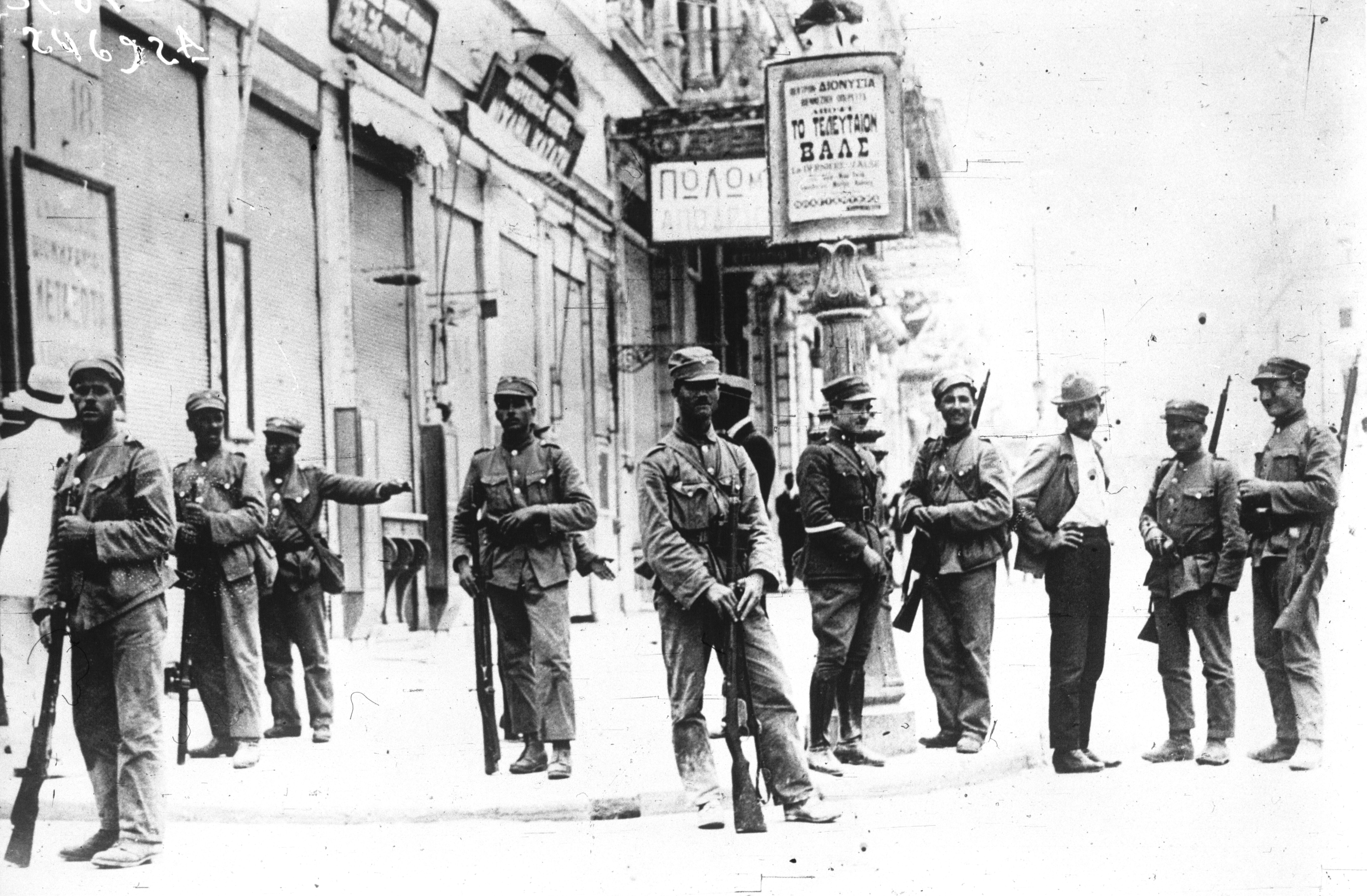
Soldados nas ruas de Atenas durante o golpe de Estado de Pangalos em 1925.
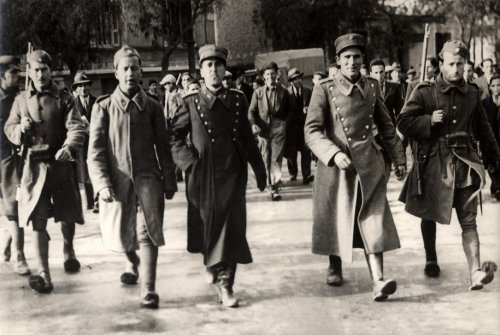
Oficiais rebeldes venizelistas sob guarda durante a supressão da tentativa de golpe de Estado de março de 1935.